# لی یون سو
لی یون سو (کره‌ای: 이윤서؛ زادهٔ ۵ مارس ۲۰۰۳) ژیمناست هنری اهل کره جنوبی است. او نمایندهٔ کره جنوبی در بازی‌های المپیک تابستانی ۲۰۲۰، بازی‌های المپیک تابستانی ۲۰۲۴ و بازی‌های المپیک تابستانی جوانان ۲۰۱۸ بوده است.